# Neusalza-Spremberg
Neusalza-Spremberg (hornolužickosrbsky Nowosólc-Horni Hródk) je město v Horní Lužici v německé spolkové zemi Sasko. Nachází se v zemském okrese Zhořelec a má přibližně 3 200 obyvatel. Leží na horním toku Sprévy, přímo na hranicích s Českou republikou u Šluknovského výběžku. Nejbližší velká německá města jsou Budyšín ležící dvacet kilometrů na sever a Žitava ležící šestadvacet kilometrů na jihovýchod.

## Správní členění
Neusalza-Spremberg se dělí na 2 místní části:
- Friedersdorf
- Neusalza-Spremberg

## Historie
Město vzniklo v roce 1920 sloučením dvou sousedních obcí Neusalza a Spremberg.
Zpustlý statek Spremberg zakoupil od Adolpha Haugwitze v roce 1668 Christoph Friedrich von Salza († 31. 3. 1673 Spremberg). V okolí statku se zdržovalo mnoho evangelíků prchajících před rekatolizací z Čech, Slezska i Uherska. Tito exulanti požádali pana Salzu, syna zhořeleckého hejtmana, o poskytnutí útočiště. Friedrich von Salza souhlasil a předsevzal si, že na památku svého rodu zde nechá vybudovat město Neu-Salza. (Své dosavadní sídlo v Ebersbachu prodal, kupcem byl Hiob von Uechteritz.) Povolení k výstavbě města dostal Salza v lednu 1670 od saského kurfiřta. 

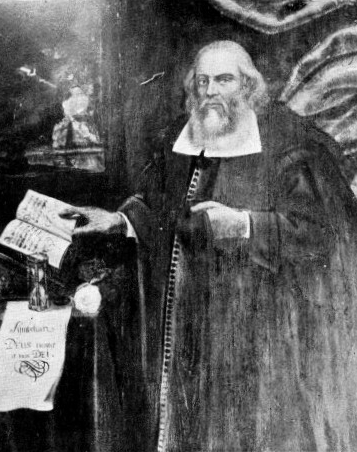
Štefan Pilárik, kazatel

Čeští exulanti nesouhlasili s přifařením k německému luterskému sboru ve Sprembergu a scházeli se po domácnostech. V roce 1674 si bez povolení přivedli ze Žitavy kazatele Štefana Pilárika. V tomto roce žilo v Neusalze padesát českých rodin. V roce 1677 stálo v Neusalze 51 obydlených a 18 neobydlených domů. Roku 1679 byl posvěcen kostel určený pro české bohoslužby. Pro české exulanty nenabylo toto místo většího významu, větší význam mělo pro zámožnější Němce.

## Významné osobnosti města
- Christoph Friedrich von Salza (* po roce 1605 Ebersbach u Zhořelce; † 31. března 1673 Spremberg)
- Štefan Pilárik (* 1615 Očová, † před 8. únorem 1693  Neu-Salza)
- Lutz Mohr, plným jménem Herbert Lutz Mohr (* 28. května 1944 Neusalza-Spremberg). Německý historik a publicista.